# Gornji Lađevac
Gornji Lađevac – wieś w Chorwacji, w żupanii karlowackiej, w mieście Slunj. W 2011 roku liczyła 58 mieszkańców.